# LaSalle-Wacker Building
Het LaSalle-Wacker Building is een wolkenkrabber in Chicago, Verenigde Staten. Het kantoorgebouw werd van 1929 tot 1930 gebouwd.

## Ontwerp
Het LaSalle-Wacker Building is 156,06 meter hoog en telt 41 verdiepingen. Het gebouw is ontworpen door Holabird & Root en Rebori, Wentworth, Dewey, and McCormick in de stijl van Art deco. De gevel bestaat uit kalksteen.
De basis van het gebouw is drie verdiepingen hoog. Daarboven begint het middelste deel van de toren met twintig verdiepingen en een H-vormige plattegrond. Hierop vindt men een toren van achttien verdiepingen. De top van het gebouw wordt 's nachts kobaltblauw verlicht.